# 7. november
7. november je 311. dan leta (312. v prestopnih letih) v gregorijanskem koledarju. Ostaja še 54 dni.

## Dogodki
- 1659 – podpisan Pirenejski mir, s katerim se konča vojna med Francijo in Španijo
- 1781 – španska inkvizicija v Sevilli izvede zadnji javni sežig na grmadi
- 1916 – Jeannette Rankin je kot prva ženska izvoljena v ameriški Kongres
- 1917 – boljševiki v Petrogradu zavzamejo Zimski dvorec in odstavijo začasno vlado Kerenskega; začetek oktobrske revolucije (po julijanskem koledarju 25. oktobra)
- 1918:
  - - Italija zasede Logatec
  - - Kurt Eisner odstavi bavarsko dinastijo Wittelsbach
- 1921 – Benito Mussolini ustanovi Nacionalno fašistično stranko
- 1938 – Herschel Grynszpan ustreli nemškega diplomata v Parizu Ernsta von Ratha
- 1939 – druga svetovna vojna: Nizozemska in Belgija se ponudita za mirovna posrednika
- 1940 – zruši se most Tacoma Narrows
- 1942:
  - - druga svetovna vojna: začetek operacije Torch
  - - druga svetovna vojna: Vichy pretrga diplomatske odnose z ZDA
- 1944 – Franklin Delano Roosevelt je ponovno izvoljen za predsednika ZDA
- 1957 – v kraju Zwickau na Saškem je izdelan prvi Trabant
- 1962 – Richard Nixon po porazu na volitvah za kalifornijskega guvernerja napove »umik iz političnega dogajanja«

## Rojstva
- 630 – Konstans II., bizanzinski cesar († 668)
- 994 – Ibn Hazm, muslimanski literat, zgodovinar, pravnik, teolog († 1064)
- 1316 – Simeon Moskovski, knez Moskve, veliki knez Vladimirja († 1353)
- 1598 – Francisco Zurbarán, španski (baskovski) slikar († 1664)
- 1810 – Heinrich Ludwig Christian Fritz Reuter, nemški pisatelj († 1874)
- 1810 – Ferenc Erkel, madžarski skladatelj († 1893)
- 1863 – Julián del Casal, kubanski pesnik († 1893)
- 1867 – Marie Skłodowska-Curie, poljsko-francoska fizičarka, kemičarka, nobelovka 1903 in 1911 († 1934)
- 1878 – Lise Meitner, avstrijsko-švedska fizičarka judovskega rodu († 1968)
- 1879 – Lev Trocki, ruski revolucionar († 1940)
- 1885 – Frank Hymenan Knight, ameriški ekonomist († 1972)
- 1886 – Aron Nimzowitsch, latvijski šahist († 1935)
- 1889 – Mark Aleksandrovič Landau - Mark Aldanov, ruski pisatelj († 1957)
- 1901 – Cecilia Meireles, brazilska pesnica, novinarka, učiteljica († 1964)
- 1903 – Konrad Lorenz, avstrijski zoolog-etolog in ornitolog ter nobelovec 1973 († 1989)
- 1910 – Edmund Leach, britanski socialni antropolog († 1989)
- 1913 – Albert Camus, francoski pisatelj, filozof, nobelovec 1957 († 1960)
- 1937 – Stanislava Brezovar, slovenska balerina  († 2003)
- 1972 – Andrej Hofer, slovenski novinar, televizijski voditelj in urednik

## Smrti
- 1173 – Uidžong, 18. korejski kralj dinastije Gorjeo (* 1127)
- 1199 – Mihael Sirski, patriarh sirske pravoslavne cerkve (* 1126)
- 1225 – Engelbert II. Berški, kölnski nadškof (* 1185)
- 1374 – Helena Bolgarska, srbska cesarica (* ni znano)
- 1449 – Konrad von Erlichshausen, 30. veliki mojster Tevtonskega viteškega reda (* 1390 ali 1395)
- 1633 – Cornelis Jacobszoon Drebbel, nizozemski izumitelj (* 1572)
- 1786 – Feliks Dev, slovenski pesnik (*  1732)
- 1837 – Charles-Louis Didelot, francoski plesalec, koreograf švedskega rodu (* 1767)
- 1862 – Bahadur Šah II., indijski vladar (* 1775)
- 1913 – Alfred Russel Wallace, britanski biolog, geograf in raziskovalec (* 1823)
- 1938 – Ernst von Rath, nemški diplomat (* 1909)
- 1944 – Franc Rozman-Stane, slovenski partizanski komandant (* 1911)
- 1944 – Richard Sorge, nemški novinar, vohun (* 1895)
- 1980 – Steve McQueen, ameriški filmski igralec (* 1930)
- 1992 – Aleksander Dubček, Slovaški politik (* 1921)
- 2014 – Kajetan Kovič, slovenski pesnik, pisatelj in prevajalec (* 1931)